# Halldór Laxness
Halldór Kiljan Laxness (conhecido como Halldór Laxness,  PRONÚNCIA; nome inicial Halldór Guðjónsson) (Reiquiavique, 23 de Abril de 1902 — 8 de Fevereiro de 1998) foi o mais famoso escritor islandês, galardoado com o Nobel de Literatura de 1955. 

## Vida
Nasceu em Reykjavík, filho de Sigríður Halldórsdóttir (nascida em 1872) e Guðjón Helgason (nascido em 1870). Viveu em Reykjavík até sua juventude, e mudou-se para Laxnes (Mosfellssveit) em 1905. Quarenta anos mais tarde mudou-se para Gljúfrasteinn, Mosfellssveit.
Com 14 anos escreveu o primeiro artigo, publicado no jornal Morgunblaðið, que assinou com a sigla H.G.. Não muito mais tarde publicou, com o seu nome, um artigo sobre um velho relógio no referido jornal. Durante sua carreira escreveu 51 romances, poesia, artigos de jornal, livros de viagens, peças de teatro, contos e outras obras.
Em 1923, Laxness converteu-se ao catolicismo, experiência que o autor relata na obra "O grande tecelão da Caxemira (1927)". Contudo abandonou essa religião (tornou-se ateu) e aderiu ao comunismo (O livro do povo 1929 e Poemas 1930).
Foi galardoado com o Nobel de Literatura de 1955.

## Obras
Abaixo estão as principais obras de Laxness, com o título em islandês.
- 1919: Barn náttúrunnar, romance [2]
- 1923: Nokkrar sögur, contos
- 1924: Undir Helgahnúk, romance
- 1925: Kaþólsk viðhorf, ensaio
- 1927: Vefarinn mikli frá Kasmír, romance (O grande tecelão da Caxemira) [1][2]
- 1929: Alþýðubókin, crónicas (O livro do povo) [1]
- 1930: Kvæðakver, poemas
- 1931: Salka Valka (Partee I) - Þú vínviður hreini, romance [2]
- 1932: Salka Valka (Partee II) - Fuglinnn í fjörunni, romance [2]
- 1933: Fótatak manna, contos
- 1933: Í Austurvegi
- 1934: Straumrof, peça
- 1934: Sjálfstætt fólk (Partee I) - Landnámsmaður Íslands, romance [2]
- 1935: Sjálfstætt fólk (Partee II) - Erfiðir tímar, romance  [2]

Estas duas partes foram editadas em português, com o título Gente independente, pela Editora Cavalo de Ferro, Lisboa, em Março de 2007, ISBN 978-989-623-040-1
- 1935: Þórður gamli halti, contos
- 1937: Dagleið á fjöllum, crónicas
- 1937: Heimsljós (Partee I) - Ljós heimsins (mais tarde intitulado como: Kraftbirtíngarhljómur guðdómsins), romance [2]
- 1938: Gerska æfintýrið,
- 1938: Heimsljós (Partee II) - Höll sumarlandsins, romance [2]
- 1939: Heimsljós (Partee III) - Hús skáldsins, romance [2]
- 1940: Heimsljós (Partee IV) - Fegurð himinsins, romance [2]
- 1942: Vettvángur dagsins, crónicas
- 1942: Sjö töframenn, contos (ver Þættir)
- 1943: Íslandsklukkan (Partee I) - Íslandsklukkan, romance [2]
- 1944: Íslandsklukkan (Partee II) - Hið ljósa man, romance [2]
- 1946: Íslandsklukkan (Partee III) - Eldur í Kaupinhafn, romance [2]
- 1946: Sjálfsagðir hlutir, ensaios
- 1948: Atómstöðin, romance (Central atómica ou A estação atómica) [1][2]
- 1950: Reisubókarkorn, crónicas
- 1950: Snæfríður Íslandssól, peça (a partir de Íslandsklukkan)
- 1952: Gerpla, romance
- 1952: Heiman eg fór, romance
- 1954: Silfurtúnglið, peça
- 1954: Þættir, collected contos
- 1955: Dagur í senn, crónicas
- 1957: Brekkukotsannáll, romance (Concerto dos peixes), traduzido em Portugal pela Cavalo de Ferro, com o título "Os Peixes também sabem cantar" [2]
- 1959: Gjörníngabók, crónicas
- 1960: Paradísarheimt, romance
- 1961: Strompleikurinn, peça
- 1962: Prjónastofan Sólin, peça
- 1963: Skáldatími, crónicas
- 1964: Sjöstafakverið, contos
- 1965: Upphaf mannúðarstefnu, crónicas
- 1966: Dúfnaveislan, peça
- 1967: Íslendíngaspjall, crónicas
- 1968: Kristnihald undir Jökli, romance [2]
- 1969: Vínlandspúnktar, crónicas
- 1970: Innansveitarkronika, romance [2]
- 1970: Úa, peça (de Kristnihald undir Jökli)
- 1971: Yfirskygðir staðir, crónicas
- 1972: Guðsgjafaþula, romance
- 1972: Norðanstúlkan, peça (de Atómstöðin)
- 1974: Þjóðhátíðarrolla, crónicas
- 1975: Í túninu heima, memórias I [2]
- 1976: Úngur eg var, memórias III
- 1977: Seiseijú, mikil ósköp, crónicas
- 1978: Sjömeistarasagan, memórias II
- 1980: Grikklandsárið, memórias IV
- 1981: Við heygarðshornið, crónicas
- 1984: Og árin líða, crónicas
- 1986: Af menníngarástandi, crónicas
- 1987: Dagar hjá múnkum, memórias
- 1987: Sagan af brauðinu dýra, conto
- 1992: Jón í Brauðhúsum, conto
- 1992: Skáldsnilld Laxness
- 1996: Fugl á garðstaurnum og fleiri smásögur, contos
- 1997: Únglíngurinn í skóginum, poema
- 1998: Perlur í skáldskap Laxness
- 1999: Úngfrúin góða og Húsið, conto
- 2000: Smásögur, contos
- 2001: Gullkorn úr greinum Laxness
- 2001: Kórvilla á Vestfjörðum og fleiri sögur, contos
- 2001: Laxness um land og Þjóð